# Myoscolex
Myoscolex is een geslacht van vroege uitgestorven Arthropoda dat bekend is uit de Emu Bay-schalie uit het Cambrium van Zuid-Australië. Het werd geïnterpreteerd als een ringworm en sommigen ondersteunen die theorie, terwijl het ook werd beschouwd als een geleedpotige dicht bij Opabinia. Door andere studies wordt die interpretatie in twijfel getrokken. Myoscolex vertegenwoordigt het vroegst bekende voorbeeld van gefosfoteerd spierweefsel, en vertoont een duidelijke annulatie.

## Etymologie
Myoscolex ateles ontleent zijn naam aan het Grieks, myo- betekent 'spier', scolex betekent 'worm' en ateles betekent 'onvolledig'. Deze definitie van 'onvolledige spierworm' is te danken aan de aanvankelijke identificatie als een 'gespierde' ringworm met onduidelijke kenmerken na fossilisatie.

## Beschrijving

### Als een Opabiniide
Wanneer beschreven als een opabiniide, wordt gezegd dat Myoscolex ten minste drie ogen heeft, een dunne proboscis die onder de voorgestelde ogen uitsteekt, zijlobben op de romp, een staartwaaier op de achterste segmenten en een naar boven gebogen romp. Hij zou hebben geleefd als een snelle nektonische carnivoor. In 2022 werd echter een nieuwe opabiniide Utaurora beschreven en wordt Myoscolex beschouwd als een dier met onbekende affiniteit.

### Als polychaete worm
Myoscolex als een polychaete worm had een onconventioneel uiterlijk en was een zijdelings afgeplat lichaam met 'staven' die uit de ventrale zijde staken. Beweging zou een golving zijn geweest die vergelijkbaar is met die van Pikaia, en zonder het gebruik van chaetae voor voortstuwing, in tegenstelling tot andere polychaeten.

## Preserving
Myoscolex werd zijdelings samengedrukt en in vier lagen bewaard. De buitenste twee lagen zijn samengesteld uit calciumcarbonaat en vertegenwoordigen de huid, staven, zijlobben en mogelijk ogen en proboscis. De binnenste twee lagen waren de interne spieren gemineraliseerd in apatiet in groot detail.